# Лорън Логстед
Лорън Логстед (на английски: Lauren Baratz-Logsted) е американска писателка на произведения в жанра чиклит, любовен роман и детска литература.

## Биография и творчество
Лорън Барац Логстед е родена на 6 юли 1962 г. в Монро, Кънектикът, САЩ. Баща ѝ е собственик на аптека, а майка ѝ е фармацевт. Завършва с бакалавърска степен психология в Университета на Кънектикът в Сторс. Специализира английски език в Западния държавен университет на Кънектикът. Докато учи работи като продавач на понички.
След дипломирането в периода 1983 – 1994 г. си работи в независимата книжарница „Клайн“ в Уестпорт, Кънектикът. През 1989 г. се омъжва за Грег Логстед. Имат дъщеря – Джаки (2000).
През ноември 1994 г. напуска книжарницата, за да преследва мечтата за писателската си кариера. Докато опитва да пише работи като литературен рецензент (за „Publishers Weekly“), редактор на свободна практика, и дори като мияч на прозорци, за да изплащат ипотеката на къщата си.
През 2003 г. е издаден първия ѝ роман „The Thin Pink Line“ от поредицата „Джейн Тейлър“. Той става бестселър и тя се посвещава на литературното си поприще.
През 2008 г. излиза първият ѝ роман „Annie's Adventures“ от поредицата за деца „Осем сестри“, която пише заедно със съпруга и дъщеря си.
Лорън Логстед живее със семейството си от 1991 г. в Данбъри, Кънектикът.

## Произведения

### Самостоятелни романи
- A Little Change of Face (2005)
- How Nancy Drew Saved My Life (2006)
- Vertigo (2006)
- Angel's Choice (2006)
- Secrets of My Suburban Life (2008)
- Me, in Between (2008)
- Baby Needs a New Pair of Shoes (2008)
- Crazy Beautiful (2009)
- The Education of Bet (2010)
- The Twin's Daughter (2010)
- Little Women (and Me) (2011)
- Z (2012)
- Pursuing the Times (2012)
- The Sisters Club (2015)
- Falling for Prince Charles (2016)

### Серия „Джейн Тейлър“ (Jane Taylor)
1. The Thin Pink Line (2003)
2. Crossing the Line (2004)
3. Dodo Lays an Egg (2006)
4. Stan and His Sisters (2006)
5. Jane's World (2012)

### Серия „Осем сестри“ (Sisters Eight) – с Грег Логстед и Джаки Логстед
1. Annie's Adventures (2008)
2. Durinda's Dangers (2008)
3. Georgia's Greatness (2009)
4. Jackie's Jokes (2009)
5. Marcia's Madness (2010)
6. Petal's Problems (2010)
7. Rebecca's Rashness (2011)
8. Zinnia's Zaniness (2011)
9. The Final Battle... for Now (2012)

### Серия „Градското училище“ (Hat City Middle School)
1. Guys Against the Girls (2012)
2. Robbie Knightley (2012)

### Серия „Джони Смит“ (Johnny Smith)
1. The Bro-Magnet (2012)
2. Isn't It Bromantic? (2012)

### Участие в общи серии с други писатели

#### Серия „Ако само“ (If Only)
5. Red Girl, Blue Boy (2015)
от серията има още 7+ романа от различни автори

### Новели
- Bardolatry (2006)
- Constance in Love (2006)
- Emma Speaks Out (2006)
- Of Ponies and Trolls (2006)

### Сборници
- This Is Chick-lit (2006) – с Дженифър Кобърн, Харли Джейн Козак, Ариела Папа, Кара Локуд, Кайла Перин, Карен Сиплин, Дина Карлайл, Хидър Суейн, Карън Лиснър, Джули Кенър, Карин Джилеспи, Андреа Шик Хирш, Джена Шуолтър, Рилин Хилхаус, Стефани Лехман, Джоана Едуардс и Рейчъл Пайн
Това е чиклит: 18 незабравими истории, изд.: ИК „Бард“, София (2009), прев. Лили Христова

### Документалистика
- The Disrespectful Interviewer (2013)